# Georg Tobias Schwendendörffer

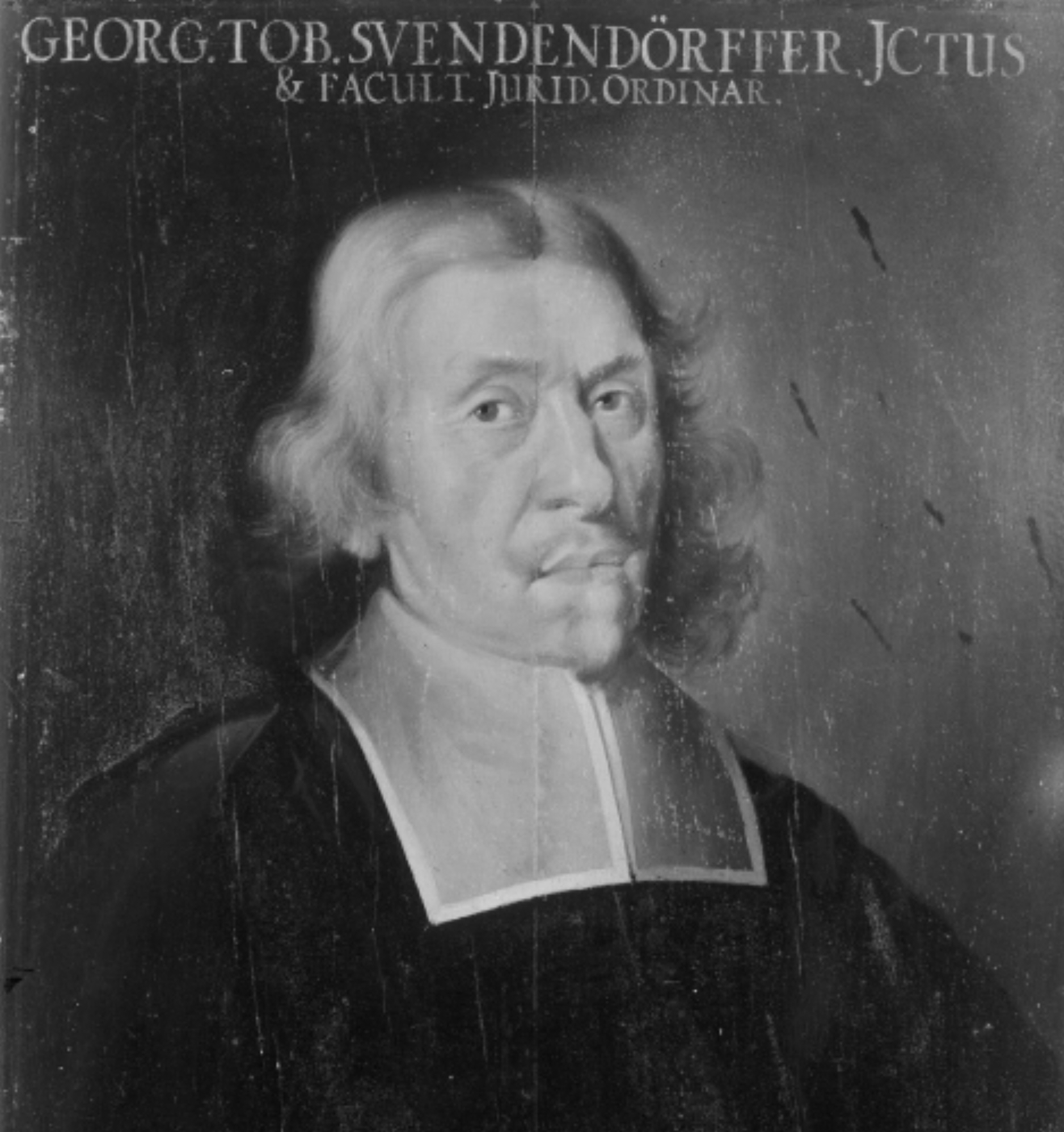
Georg Tobias Schwendendörffer

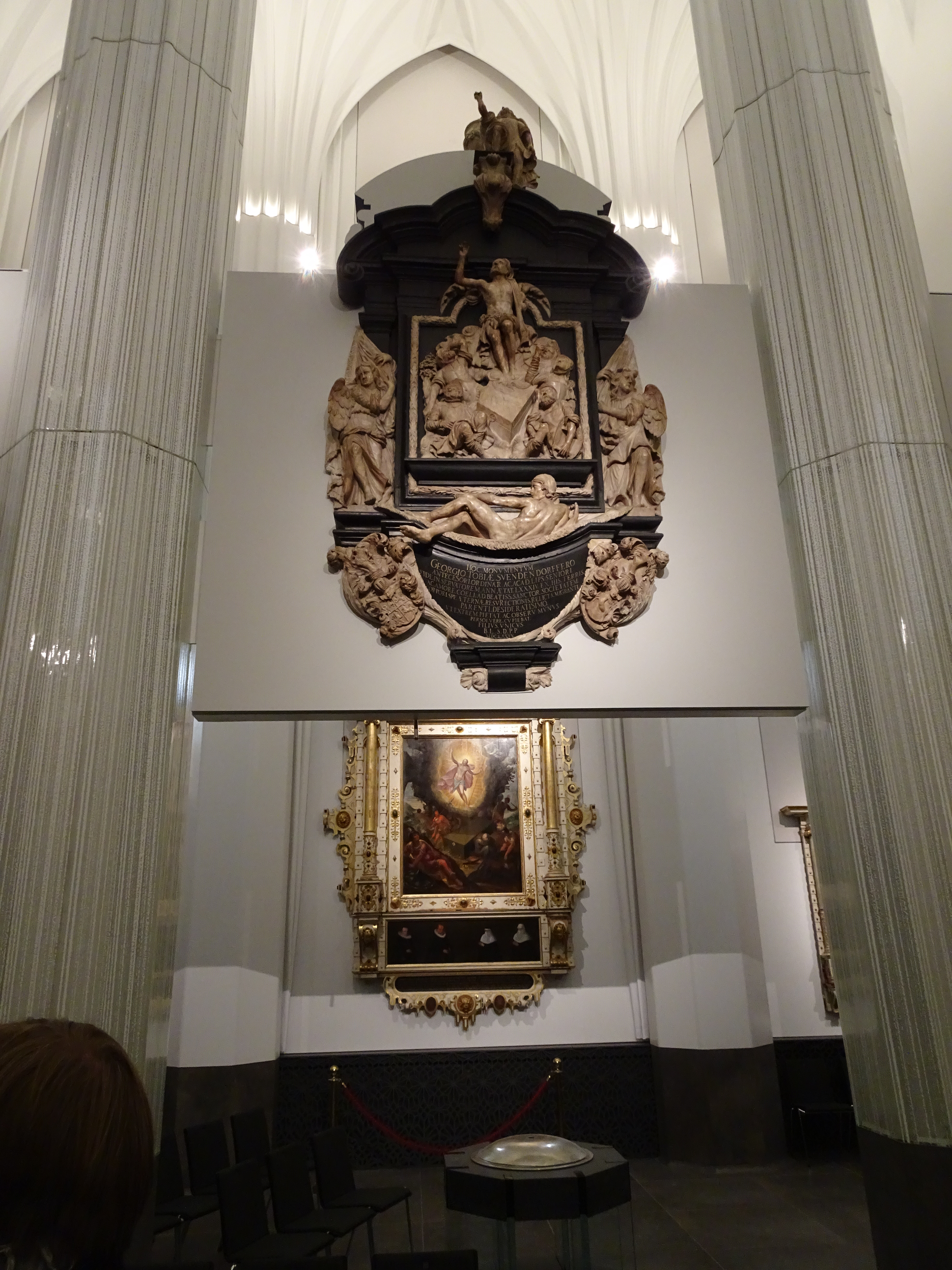
Epitaph in der Paulinerkirche

Georg Tobias Schwendendörffer (* 13. November 1597 in Nürnberg; † 16. April 1681 in Leipzig) war ein deutscher Rechtswissenschaftler.

## Leben
Der Sohn des Nürnberger Kaufmanns Bartholomäus Schwendendörffer und dessen Frau Justina Neumar stammte aus wohlhabendem Elternhaus, das ihm in seiner Vaterstadt eine umfangreiche Grundausbildung angedeihen ließ. So besuchte er das Aegidianum seiner Heimatstadt, begann ein philosophisches Studium an der Universität Leipzig, wo er 1616 den akademischen Grad eines Magisters erwarb. Er entschied sich danach für ein juristisches Studium. 1617 setzte er seine Studien an der Universität Altdorf fort und ging von dort an die Universität Leiden.
Von dort aus absolvierte Schwendendörffer eine Gelehrtenreise, die ihn an Universitäten und Städte in Holland, England, Frankreich sowie Italien führte. Er kehrte nach Leipzig zurück, wo er 1621 als Baccalaureus der Rechte in die juristische Fakultät aufgenommen wurde. Dort avancierte er am 16. November 1626 zum Lizentiaten der Rechte und promovierte am 12. Juli 1627 unter Franz Romanus zum Doktor der Rechte. 1629 wurde er Kollegiat am großen Fürstenkollegium, wurde 1631 von Kaiser Ferdinand II. in den Freiherrenstand erhoben und war am 21. September 1636 fünfter Professor der Leipziger Juristenfakultät mit dem Titel des Verborum Significatione et de Regulis Juris geworden.
Schwendendörffer erhielt noch im selben Jahr die Professur der Pandekten. Nachdem er 1638 Assessor der juristischen Fakultät geworden war, stieg er in die zweite juristische Professur des Kodex auf, womit verbunden er Domherr in Merseburg wurde. 1653 wurde er schließlich erster Professor der juristischen Fakultät als Ordinarius, unterrichtete damit verbunden die Dekretalien. Schließlich wurde er Assessor des Leipziger Oberhofgerichts, kursächsischer Rat, Senior der Bayrischen Nation, Decemvir der Akademie, war Dekan der juristischen Fakultät und in den Sommersemestern 1632, 1636, 1640, 1644, 1646, 1650, 1656 und 1672 Rektor der Alma Mater.
Er wurde in der Leipziger Paulinerkirche beigesetzt.
Aus seiner Ehe mit Concordia Gölnitz (* 1606; † 27. Oktober 1678 in Leipzig), der Tochter des Professors der Leipziger Juristenfakultät Bartholomäus Gölnitz († 1635), ist der Sohn Bartholomäus Leonhard von Schwendendörffer (1631–1705) und die Tochter Anna Justina Schwendendörffer (1627–1680, verheiratet 10. November 1646 in Leipzig mit Hieronymus Kromayer) bekannt. Eine weitere Tochter, Anna Maria Schwendendörffer († 1673), wurde wegen ihrer religiösen Dichtungen geschätzt.

## Werke
- De mutationibus rerum publicarum
- (Als Respondent) Conclusiones iuridicae de crimine laesae maiestatis humanae. (Praeses Sigismund Finckelthaus) Oswald, Leipzig 1621. (Digitalisat)
- Disputatio juridica de transactionibus. Respondent: Carl Wesener. Ritzsch, Leipzig 1653. (Digitalisat)
- Disputatio Inauguralis De Jurisdictione Mandata. Ritzsch, Leipzig 1626. (Digitalisat)
- Pervigilium Philologico-Juridicum Medicorum Anatomen Jure Divino-Humano Licitam demonstrans. Respondent: Joachim Andreas Corvin. Köhler, Leipzig 1663.
- Disputatio iuridica de adulterio, quatenus probatum iusta ac legitima divortii causa est. Respondent Gottfried Nitschmann. Leipzig 1653. (Digitalisat)
- Discursus Legalis De Confusione Obligationum. Respondent: Christian Titius. Georg, Leipzig 1668. (Digitalisat)
- De mortis-caussa-donationibus. Respondent: Georg Ruthard. Michaelis, Leipzig 1668. (Digitalisat)
- De fato circa processum observando positiones centum. Respondent: Adam Samuel Freystein. Bauer, Leipzig 1654. (Digitalisat)
- De cura. Respondent: Joachim Albert Locher. Coler, Leipzig 1665. (Digitalisat)
- Disputatio juridica de transmissione. Respondent: Gabriel Seebach. Hön, Leipzig 1650. (Digitalisat)
- Diss. de tutoris partibus. Respondent: Georg Wilhelm Kühlewein. Bauer, Leipzig 1660. (Digitalisat)
- Dissertatio juridica de jure occidendi prehensum in adulterio filiae et uxoris, quatenus patri et marito competit. Respondent: Johannes Zeithopf. Leipzig 1712. (Digitalisat)